# 아사히촌 (지바현 인바군)
아사히촌(旭村)은 지바현 인바군에 있던 촌이다. 현재의 요쓰카이도시와 사쿠라시에 해당한다.

## 역사
- 1889년 4월 1일 - 정촌제 시행으로 아사히촌 발족.
- 1955년 3월 10일 - 거의 대부분이 지요다정과 합병, 요쓰카이도정을 신설. 일부 지역은 사쿠라시에 편입. 아사히촌은 폐지.

## 교통

### 철도
- 국철 (→ JR동일본)
  - 소부 본선

## 참고문헌
- 大日本篤農家名鑑編纂所編『大日本篤農家名鑑』大日本篤農家名鑑編纂所、1910年。